# Nefritový císař

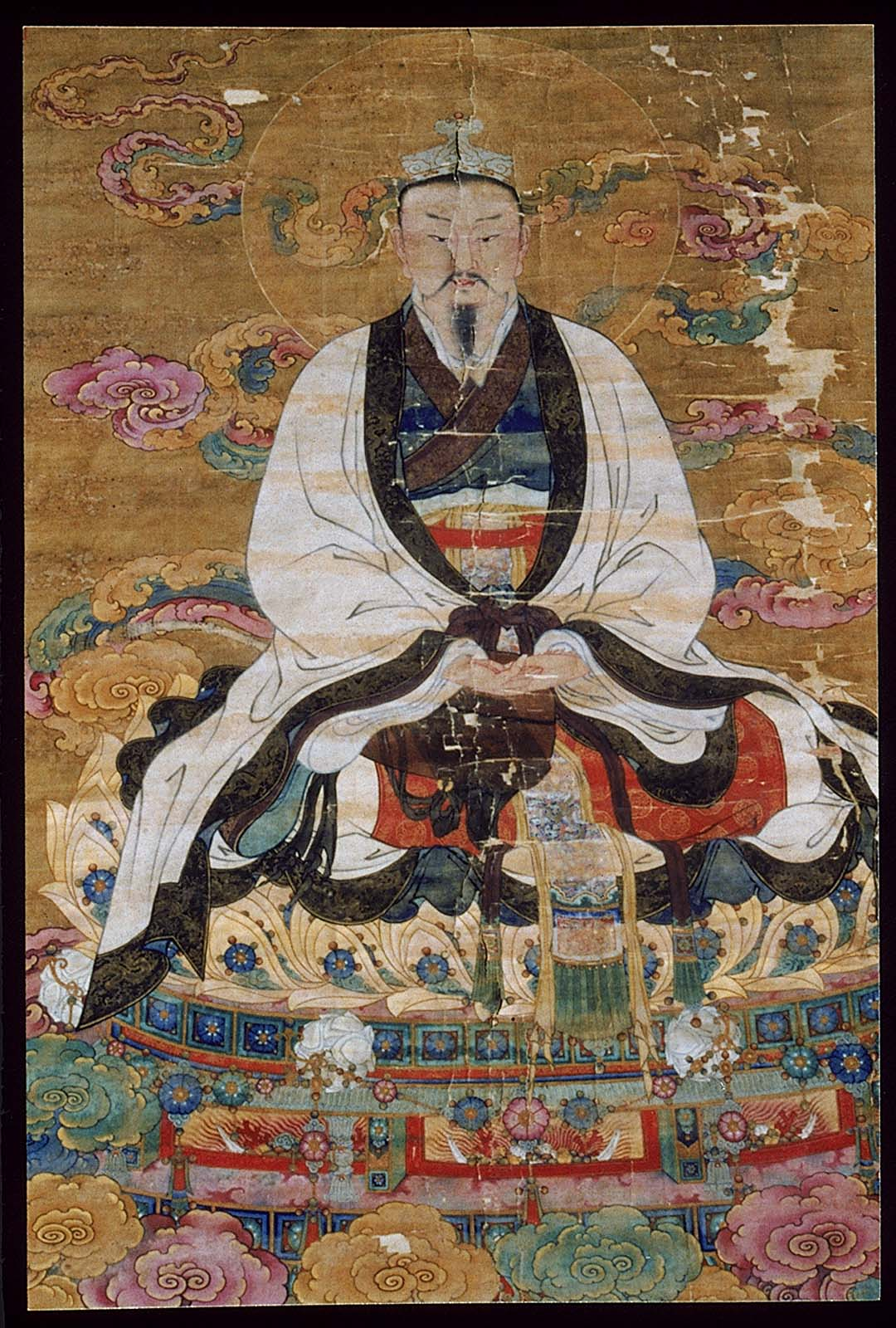
Vyobrazení Nefritového císaře z 16. století

Nefritový císař (čínsky 玉皇 Jü-Chuang či 玉帝 Jü-Ti) je božstvo v čínském lidovém náboženství a také v určité větvi taoismu, buddhismu a v korejské mytologii. Tato mytologická postava je nejvyšším vládcem nebes, má k dispozici spoustu nebeských úředníků. Rozhoduje nejen o věcech na nebesích, ale i na zemi a uděluje také mandát pozemským panovníkům. Je nejčastěji zobrazován v dlouhém plášti zdobeném draky a s pokrývkou hlavy, ze které visí třináct šňůrek s perlami. Religionistika zasazuje vznik jeho kultu do 11. století. Jeho manželkou je Královna Matka západu Si-wang-mu, která je někdy ztotožňována s Wang Mu Niangniang. Císař má i svého nebeského psa. Postava Nefritového císaře se objevuje i v literatuře, například v populárním čínském románu Putování na západ (Opičí král) ze 16. století.